# Jutta Schwoche
Jutta Karola Silvia Schwoche, geboren als Jutta Karola Silvia Budig (* 1. Juli 1955 in Bühlertal), ist eine ehemalige deutsche Leichtathletin, die sich auf das Gehen spezialisiert hatte.

## Sportliche Karriere
Jutta Schwoche startete für Eintracht Hildesheim. Bei den Deutschen Meisterschaften 1985 gewann Schwoche den Titel im 5-Kilometer-Straßengehen.
Schwoche trat von 1983 bis 1986 bei sieben Länderkämpfen im Nationaltrikot an.
Jutta Schwoche war die erste Ehefrau des Gehers Walter Schwoche.